# Boursinia symmicta
Boursinia symmicta là một loài bướm đêm trong họ Noctuidae.